# Chitracephalus
Chitracephalus is een geslacht van uitgestorven schildpadden, dat leefde in het Vroeg-Krijt (Hauterivien - Aptien, ongeveer 130 - 115 miljoen jaar geleden) en zijn fossiele overblijfselen zijn gevonden in Europa.

## Naamgeving
De typesoort Chitracephalus dumonii werd benoemd in 1885 door Louis Dollo op basis van twee platen gevonden in de bekende Belgische steenkoolmijn van Bernissart. De platen vertegenwoordigden een eerder onderscheiden 'type α'. De geslachtsnaam combineert een verwijzing naar het geslacht Chitra met het Grieks kephalè, 'hoofd'. De soortaanduiding eert A. Dumon, de Président du Conseil d'administration du charbonnage de Bernissart.
Het holotype bestaat uit de specimina  IRSNB R11 en IRSNB R12, een pantser en schedel, die samen een bijna volledig skelet omvatten. Het is afkomstig uit de klei van Sainte-Barbe die dateert uit het Barremien-Aptien.
Dollo was van plan geweest de oorspronkelijke publicatie te laten volgen door een meer uitgebreide beschrijving maar daar zou het nooit van komen. Het taxon werd langer dan een eeuw door de wetenschap verwaarloosd en zelfs als een nomen dubium aangeduid hoewel de kwaliteit van het materiaal uitstekend is.
In 2012 werd geconcludeerd dat Salasemys pulcherrima uit Spanje een jonger synoniem is. Het type-exemplaar gevonden bij Tenadas del Jabalí, MDS-JTS.V. 1–40, vergroot dan onze kennis over Chitracephalus.

## Beschrijving
Het holotype heeft een lengte van zo'n twintig centimeter.
In 2012 werden verschillende onderscheidende kenmerken vastgesteld. Het zijn autapomorfieën, unieke afgeleide eigenschappen. De schedel is zeer langwerpig en verlaagd, met grote oogkassen in een voorste bovenste positie. De slaapzone toont een zeer langwerpige inham die de bovenste en onderste zones verbindt. Het schild heeft een complex patroon van versierselen dat symmetrisch is rond het vlak van de wervelkolom, bestaande uit talrijke beenstaven die op elkaar samenlopen, het schild in dunne min of meer driehoekige en ruitvormige veelhoeken verdelend. Het voorste deel van de hyoplastra is kegelvormig en zeer smal, zonder beennaden met het epiplastra en het entoplastron. 
Daarnaast is er een voor de Cryptodira unieke combinatie van op zich niet unieke kenmerken. Het schild is langer dan breed met een rechthoekig profiel. Het schild is laag. Er is een diepe inkeping in de nekzonde. De achterste periferalia zijn overdwars verbreed. De eerste rugrib is kort. Er bestaat een kapselverbinding tussen schild en plastron. Die verbinding heeft geen fontanellen evenmin als de costalia en periferalia. Het plastron heeft een centrale fontanel. Er is een fontanel in het xiphiplastron. De epiplastra zijn zeer langwerpig. De achterrand heeft geen inkeping. Er zijn (extra)gularia, dus voorste gepaarde platen van het plastron.
Chitracephalus had een bijna perfect cirkelvormig pantser en was begiftigd met een zeer langwerpige nek. De schedel was erg lang en laag, met een extreem korte gezichtszone. De halswervels waren verstoken van transversale uitsteeksels, terwijl de pleuralia vernauwden in het gebied van hun buitenste ledematen. De elementen van het pantser waren vrij gelijkaardig aan die van het huidige geslacht Chelonia. De vingers waren geklauwd en relatief kort.

## Fylogenie
Oorspronkelijk had deze schildpad geen erg duidelijke classificatie, maar een herbeschrijving van het Belgische materiaal en ander materiaal uit Spanje (voorheen bekend als Salasemys pulcherrima) maakte het mogelijk om Chitracephalus te classificeren als een basale vertegenwoordiger van de chelonioïden, de superfamilie waartoe de huidige zeeschildpadden allemaal behoren. Verwant aan Chitracephalus was Hoyasemys, uit het Vroeg-Krijt van Spanje. Deze twee vormen maken deel uit van een clade die ook macrobaeniden, sinemydiden en andere chelonioïden omvat.

## Paleobiologie
Chitracephalus en soortgelijke vormen waren waarschijnlijk semi-aquatische dieren, met een lange nek om de kleine prooi die ze aten te harpoeneren.